# Южноафриканский антропологический тип
Южноафрика́нский антропологи́ческий тип — один из вариантов малой негрской расы. Распространён в засушливых районах Южной Африки — на территории Намибии, Южно-Африканской Республики и в некоторых других странах (в основном, среди народов банту).
В классификации Г. Ф. Дебеца южноафриканский тип некойсаноидного населения Южной Африки рассматривается как южноафриканская раса в составе африканской ветви большой негро-австралоидной расы.
Южноафриканский тип во многом схож с суданским антропологическим типом, но отличается от последнего чуть более светлой кожей и, вероятно, более низким ростом, что связано с частичной метисацией южноафриканских негроидов с представителями южноафриканской (койсаноидной, бушменской) расы.
Согласно генетическим исследованиям, порядка 50 % всех митохондриальных линий зулусов и 25 % всех митохондриальных линий коса имеют «койсанское» происхождение. В разных группах гереро, живущих в Анголе и Намибии, имеются от 8 до 22 % «койсанских» митохондриальных линий и до 12 % «койсанских» линий Y-хромосом. У народов банту в Мозамбике некоторые «койсанские» митохондриальные линии обнаруживаются с частотой в 5 %. Обратное влияние негрской расы на койсаноидов принято считать причиной формирования чуть более высокорослого готтентотского типа южноафриканской расы.
Выделение южноафриканского и других антропологических типов в составе малой негрской расы, по мнению С. В. Дробышевского, является в некоторой степени условным, так как популяции в ареале указанной расы недостаточно изучены и описаны.